# Audun Weltzien
Audun Weltzien, född 3 september 1983, norsk orienterare som ingick i silverlaget vid VM 2010. Han är son till Eystein Weltzien, som tog individuellt brons vid VM i orientering 1974 och Wenche Hultgreen, som också ingick i det norska landslaget.